# Amblypodia andersoni
Amblypodia andersoni är en fjärilsart som beskrevs av Moore 1884. Amblypodia andersoni ingår i släktet Amblypodia och familjen juvelvingar. Inga underarter finns listade i Catalogue of Life.